# Kitsuki
Kitsuki (japanisch 杵築市, -shi) ist eine Stadt in der Präfektur Ōita im Südosten der Kunisaki-Halbinsel an der Morie-Bucht (auch Kitsuki-Bucht genannt).

## Geschichte
Kitsuki ist eine alte Burgstadt, in der zuletzt der Nomi-Zweig der Matsudaira mit einem Einkommen von 32.000 Koku residierte. An die Herrschaft erinnert die Burg Kitsuki. Die Gemeinde wurde am 1. April 1955 nach diversen Eingemeindungen zur kreisfreien Stadt (shi) ernannt.
Kitsuki ist bekannt für sein „Shichitōi“ (七島藺), ein Schilf, das für die Herstellung von Tatami verwendet wird. Es werden Mandarinen angepflanzt. Seit den 1980er Jahren wurden Anstrengungen unternommen, Hightech-Industrien anzusiedeln.

## Verkehr
- Straßen:
  - Nationalstraße 10: nach Kitakyūshū oder Kagoshima
  - Nationalstraße 213
- Eisenbahn:
  - JR Nippō-Hauptlinie: nach Kokura oder Kagoshima

## Söhne und Töchter der Stadt
- Tomoe Abe (* 1971), Langstreckenläuferin
- Asada Gōryū (1734–1799), Astronom
- Mozume Takami (1847–1928), Literaturwissenschaftler und Enzyklopädieverfasser

## Angrenzende Städte und Gemeinden
- Kunisaki
- Usa
- Bungotakada
- Hiji